# Thi Bui
Thi Bui (née en 1975) est une auteure de bandes dessinées et une illustratrice américaine née au Vietnam. Elle est surtout connue pour sa BD autobiographique  The Best We could do (parue en français sous le titre Nous avons fait de notre mieux : Une biographie illustrée). 

## Biographie
Thi Bui est née dans ce qui était alors Saigon, au Vietnam, trois mois avant la chute de Saigon pendant la guerre du Vietnam. Elle fait partie d'une fratrie de six enfants; deux de ses frères et sœurs plus âgés sont décédés avant sa naissance. Sa famille, qui faisait partie des " Boat-people" d'Asie du Sud-Est, est arrivée dans un camp de réfugiés en Malaisie. Ils ont finalement obtenu l'asile aux États-Unis et y ont migré en 1978. Elle réside actuellement à Bay Area avec son mari et ses deux fils.

## Carrière
Bui a travaillé comme professeure dans des écoles de New York et d'Oakland. Elle a été l'une des fondatrices de l'Oakland International High School à Oakland, en Californie, la première école secondaire publique en Californie pour les immigrants récents qui apprennent l'anglais. Là, elle a travaillé comme professeure d'art et de médias numériques. Depuis 2015, elle est membre du corps professoral du programme MFA in Comics du California College of the Arts. 
Bui aborde souvent des questions politiques et sociales. En 2017, elle a publié son premier roman graphique The Best We Can Do, qui retrace la vie de ses parents, frères et sœurs réfugiés, leur vie au Vietnam avant leur évasion après la guerre du Vietnam et leur arrivée aux États-Unis. Le livre explore les thèmes de l'immigration, de la guerre et des traumatismes intergénérationnels. Elle a travaillé sur cette œuvre pendant plus d'une décennie. Le livre a reçu de nombreux éloges et distinctions, dont le National Book Critics Circle, l'American Book Award et a également été finaliste pour la catégorie Eisner Award for Reality-based Comics, entre autres,,. En 2017, il figure dans la liste des cinq meilleurs livres de Bill Gates,. 
La même année, A Different Pond, un livre d'images pour enfants, est publié. Elle a travaillé sur le livre en tant qu'illustratrice et elle a collaboré avec l'artiste et écrivain de créations orales Bao Phi pour le projet. Le livre a gagné le Caldecott Honor pour ses illustrations.
En 2019, elle s'est associée au célèbre romancier Viet Thanh Nguyen pour un  livre d'images intitulé Chicken of the Sea. Nguyen et Bui ont collaboré avec leurs fils pour créer l'histoire, Nguyen et son fils Ellison en tant qu'écrivains et Bui et son fils Hien en tant qu'illustrateurs .
Depuis ses débuts, Bui a écrit et illustré des bandes dessinées courtes sur de nombreuses questions de politique intérieure au sein de la communauté d'Asie du Sud-Est en Amérique,. Son prochain livre, Nowhereland, portera sur le sujet de l'incarcération et de la déportation de ressortissants d'Asie du Sud-Est aux États-Unis. Elle travaille également sur une histoire de science-fiction sur le changement climatique au Vietnam et dans les pays pauvres.

## Œuvre
- 2012: We Are Oakland International (Immigration Stories from Oakland International High School, Volume 4) (en tant qu’éditrice)
- 2017: The Best We Could Do, New York: Abrams ComicArts  (ISBN 1419718770) (Traduction française par Laure Picard-Philippon, Nous avons fait de notre mieux : Une biographie illustrée (2018)  (ISBN 978-2017044505))
- 2017: A Different Pond (scenario de Bao Phi), North Makato, Minnesota: Capstone  (ISBN 1623708036)
- 2018: Displaced: Refugee Writers on Refugee Lives, Abrams Books  (ISBN 141973511X) (auteure du chapitre "Perspective and What Gets Lost")
- 2018: Refugee to Detainee: How the U.S. is Deporting Those Seeking a Safe Haven (short comic)[12]
- 2019: Chicken of the Sea, San Francisco, McSweeney's Publishing  (ISBN 194421173X)

## Récompenses
- The Best We Could Do
  - 2017: UCLA's Common Book [15]
  - 2017: National Book Critics Circle finalist [6]
  - 2018: American Book Award [5]
  - 2018: Eisner Award finalist (Reality-based Comics) [7]
- A Different Pond
  - 2017: Caldecott Honor for illustration[10]